# 유겸명
유겸명(柳謙明, 1685년 ~ 1735년)은 조선의 문신이다. 본관은 전주(全州), 자는 익휘(益輝), 호는 만수(晩修)이다.

## 생애
1713년(숙종 39) 진사에 합격하고 음사(蔭仕)로 현릉(顯陵) 참봉이 되었으며, 1719년(숙종 45) 증광문과(增廣文科)에 급제하여 승문원에 들어가 공조좌랑·병조좌랑을 거쳐 정언이 되었고, 문학사서로 홍문관에 들어가 부수찬이 되었다.
그러나 수찬으로 죄를 입어 파직되었다가 수년 후에 다시 복직되어 지제교(知製敎)에 선임되었고, 북조평리로 보좌되었으나 부임치 않고, 용인 현령으로 취임하여 죽었다.
궁호(宮號) 증가에 따르는 공인(貢人)의 증가를 논란하고 또 공인들의 비위 사실을 들어 그의 감원과 개혁의 필요성을 역설하여 당시의 모든 사람을 놀라게 하였다.

## 평가
충직하고 견문이 넓으며, 일을 할 때에 이해를 초월하여 자기의 임무에 충실하였다. 평소에 학문을 좋아하였으며 주자학(朱子學)을 애독하여 정통하였다.

## 일화
처음 정언이 되었을 때 두 번 사화를 치르고 조정의 기강이 바로 잡힌 지 1년이 지나 대신 백료가 조태구(趙泰耉) 등의 여러 역적과 김일경(金一鏡)을 비롯한 5적을 성토할 것을 청하였으나, 영조께서 이를 주저하였다. 유겸명은 어전에 들어가 그들의 죄를 일일이 말하여 사건 처리를 강력히 주장하고 물러가 누차 소를 올렸으며, 후에 수찬으로 동료를 인솔하고 논술하였을 뿐 아니라 모든 흉당에 대하여는 상하 계급을 막론하고 이를 규탄하였다. 이광좌(李光佐)에 대한 공격이 심하였으므로 왕이 친히 제지하였으나 절대로 굴하지 않으니 왕이 “너와 말하는 것은 목석우상(木石偶像)과 말하는 것이나 다름없다.”라고까지 질책하였다.

## 가족
- 고조부 : 유윤창(柳允昌)
  - 증조부 : 유현(柳炫)
    - 종조부 : 유세안(柳世顔)
    - 종조부 : 유세민(柳世閔)
    - 대고모 : 권세경(權世經)에게 출가
    - 할아버지 : 유세헌(柳世憲)
      - 숙부 : 유성(柳宬)
        - 사촌 : 유태명(柳泰明)
        - 사촌 : 유복명(柳復明)

      - 숙부 : 유인(柳寅)
        - 사촌 : 이의현(李宜顯)에게 출가

      - 아버지 : 유완(柳完)
      - 어머니 : 허식(許式)의 딸
        - 장남 : 유당(柳戇)